# لنگوریگ
لنگوریگ (به انگلیسی: Llangurig) یک منطقهٔ مسکونی در بریتانیا است که در پویس واقع شده‌است. لنگوریگ ۷۲۳ نفر جمعیت دارد.